# Macroglossum rectifascia
Macroglossum rectifascia är en fjärilsart som beskrevs av Felder 1874. Macroglossum rectifascia ingår i släktet Macroglossum och familjen svärmare. Inga underarter finns listade i Catalogue of Life.